# Toyoki Hasegawa
Toyoki Hasegawa (長谷川 豊喜 Hasegawa Toyoki?, nacido el 18 de abril de 1986 en Kumamoto) es un futbolista japonés que se desempeñaba como centrocampista.

## Trayectoria

### Clubes
| Club         | País  | Año         |
| ------------ | ----- | ----------- |
| Sagan Tosu   | Japón | 2005 - 2008 |
| Verspah Oita | Japón | 2009 -      |